# Vorța
Vorța è un comune della Romania di 1 002 abitanti, ubicato nel distretto di Hunedoara, nella regione storica della Transilvania.
Il comune è formato dall'unione di 7 villaggi: Certeju de Jos, Coaja, Dumești, Luncșoara, Valea Poienii, Visca, Vorța.